# Вакуумный фланец
Вакуумный фланец — фланец, используемый для соединения между собой элементов вакуумных магистралей.

## Типы вакуумных фланцев
Существует несколько стандартизованных типов вакуумных соединений, отличных по сфере применения. Они отличаются между собой конструкцией собственно фланцев, а также материалом и конструкцией используемого уплотнения.

### KF/QF
Этот тип фланца получил название от сокращений: Quick Flange (QF), Klein Flange (KF) или NW. Обозначение KF принято в системе ISO, DIN, и Pneurop. KF фланец изготавливается со специальным пазом для эластичного уплотнителя, надетого на металлическое кольцо. Крепится фланец с помощью круглого зажима («хомута»). Стандартные размеры нормируются по номинальному диаметру (DN) проходного отверстия фланца в миллиметрах (от 10 до 50 мм) 
- DN10KF
- DN16KF
- DN25KF
- DN40KF
- DN50KF

### ISO
ISO стандарт для фланцев большого размера, известный как LF, LFB, MF, или часто просто ISO-фланец. Так же, как и KF-фланец, ISO-фланец присоединяется с помощью центрального кольца и эластичного кольца-уплотнителя.
Существует две разновидности ISO-фланцев. ISO-K (или ISO LF) фланцы присоединяются с помощью двузубчатых зажимов, которые зацепляются за круговой паз на поверхности трубки фланца. ISO-F (или ISO LFB) фланцы имеют отверстия для соединения двух фланцев болтами. Два ISO-фланца разных типов могут быть соединены вместе зажимом с единственным зубцом со стороны ISO-K, который затем привинчивается болтами к отверстиям на стороне ISO-F.
ISO-фланцы имеют диаметр от 63 до 500 мм (номинальный диаметр проходного отверстия) .
- DN63LF (63.5 мм)
- DN100LF (102 мм)
- DN160LF (160 мм)
- DN200LF (200 мм)
- DN250LF (254 мм)
- DN320LF (316 мм)
- DN400LF (400 мм)
- DN500LF (500 мм)

### CF
Для работы с сверхвысоким вакуумом (менее 10−6 мбар) используют фланцы типа CF (ConFlat), которые имеют медную прокладку, зажимаемую между острыми выступами фланца. За счет деформации мягкой поверхности меди достигается максимально плотный контакт поверхностей и обеспечивается должный уровень изоляции. Этот тип фланца может работать с вакуумом вплоть до 10−13 мбар( 10−11 Па) и температуре до 450 °C. Североамериканский стандарт размеров фланца дается в дюймах внешнего диаметра : 1⅓ («mini»), 2¾, 4½, 6, 8, 10, 12, 13¼, 14 и 16½. В Европе и Азии размер определяется внутренним диаметром в миллиметрах:
- DN16
- DN40
- DN63
- DN100
- DN160
- DN200
- DN250

### ASA
ANSI имеет свой стандарт фланцев, называемый ASA. Эти фланцы представляют собой эластичное изолирующее кольцо и могут быть использованы как с вакуумом, так и с давлением. Фланцы нормируются по номинальному внутреннему диаметру трубы или по внешнему диаметру (в дюймах): 1 (4.25 O.D.), 1.5 (5.00 O.D.), 2 (6.00 O.D.), 3 (7.50 O.D.), 4 (9.00 O.D.), 6 (11.00 O.D.), 8 (13.5 O.D.), 10 (16.00 O.D.).

## Вакуумные уплотнители
Чтобы достичь необходимой степени изоляции при работе с вакуумом, требуются специальные уплотнители. Эластичное уплотнительное кольцо может быть изготовлено из резины, фторополимера, силиконового каучука. Уплотнительное кольцо может помещаться в специальный паз или же использоваться в комбинации с центральным кольцом или как «фиксированное» кольцо, которое удерживается на месте специальным металлическим кольцом. Металлические уплотнители используются при работе с ультравысоким вакуумом, где процесс дегазации эластомера может быть достаточно значимым. Уплотнитель в виде медного кольца используется вместе с фланцем типа conflat. Металлические проволочные уплотнители делаются из меди, золота или индия.

## Вакуумные вводы
Вакуумный ввод это фланец на котором расположено герметичное электрическое или механическое соединение с вакуумной камерой. Электрические вводы позволяют подключать напряжение к элементам расположенным в вакууме, например, к нитям накала или нагревателям. Примером механического ввода может служить вакуумно плотное соединение для подключения водяного охлаждения. Так же механические вводы используются для вращения и перемещения элементов в вакууме, называются они вводами движения.